# Erebophasma vittata
Erebophasma vittata är en fjärilsart som beskrevs av Otto Staudinger 1895. Erebophasma vittata ingår i släktet Erebophasma och familjen nattflyn. Inga underarter finns listade i Catalogue of Life.